# 噴射自由鳥
噴射自由鳥（Hürjet），是土耳其航太公司（Turkish Aerospace Industries，TAI）研發的高級噴射教練機暨輕型攻擊機（Advanced Jet Trainer And Light Attack Aircraft），是目前全球7款服役／研發中的第五代高級噴射教練機（Fifth-Generation Advanced Jet Trainer）之中，最晚問世的1款。其高教機版本，將汰換自1970年代就開始在土耳其空軍服役的70架T-38教練機；另外也將取代土耳其之星飛行表演隊（Turkish Stars）的NF-5A/B機隊；而其輕攻擊機版本，則將與土耳其空軍現役的F-16戰鬥機組成高低搭配，執行近距空中支援（Close Air Support，CAS）任務。

## 歷史
2017年7月22日，土耳其國防工業總裁（SSB）宣布土耳其空軍和土耳其航太簽署了1項噴射自由鳥高級噴射教練機暨輕型攻擊機的研製計劃，緊接著此計劃於同年的8月14日正式啟動，該計劃旨在研製1款噴射教練機暨輕攻擊機，以滿足土耳其空軍和國際高教機暨攻擊機市場的需求。
在2018年7月16日揭幕的英國法恩堡國際航空展（Farnborough International Airshow，FIA）上，土耳其航太首度展出了1架數碼迷彩塗裝的噴射自由鳥全尺寸模型。
2019年7月23日，噴射自由鳥完成了初步設計審查（Preliminary Design Review，PDR）。土耳其航太在2021年2月完成噴射自由鳥的關鍵設計階段（Critical Design Phase，CDP）、原型機的生產和組裝於2022年1月開始。隨後，土耳其國防工業執行委員會（SSİK）決定將其投入量產。噴射自由鳥於2023年3月18日進行首次的滑行測試（Taxi Test）。4月25日，首次飛行。之後在2025年交付土耳其空軍服役。

## 設計
以第5代高級噴射教練機為目標而設計的噴射自由鳥，它的設計定位不單單是1款超音速教練機而已；且也是1款具有打擊能力的超音速攻擊機。其中教練機版本，將具備擔負高級噴射教練機（Advanced Jet Trainer，AJT）與戰術先導教練機（Lead-in Fighter Trainer，LIFT）的雙重角色。此外，該機還搭配有先進數位化的嵌入式戰術訓練暨實兵虛擬建構式訓練系統（Embedded Tactical Training & Live Virtual Constructive Training Systems）；輕型攻擊機版本，則將配備優越的雷達和靈敏的攻擊系統，以及擁有9個掛載點和3噸有效載荷能力，可進行包括空對地、戰術攻擊、密接支援及武裝／非武裝空中巡邏等任務。並具有空中和地面通信能力，以減少威脅和風險。
噴射自由鳥採用先進的線傳飛控（Fly-By-Wire，FBW）系統；以及在其數位化的全玻璃駕駛艙（Glass Cockpit）中配備精密的任務電腦。

## 系列機型
- 噴射自由鳥 – 土耳其空軍的高級噴射教練機版本
- 噴射自由鳥-C – 輕型攻擊機的版本

## 服役國家
- 土耳其
  - 土耳其空軍：預計第一階段將採購16架的噴射自由鳥。

## 噴射自由鳥諸元

### 基本規格
- 飛行員：2名
- 長度：13 m（42.6 ft）
- 翼展：9.8 m（32.1 ft）
- 高度：4.2 m（13.7 ft）
- 翼面積：24 m²（258.3 ft²）
- 發動機：1具F404-GE-102 afterburning turbofan

### 性能
- 極速：1.4 Mach
- 航程：2,592 km（1,400 nmi）
- 升限：13,716 m（45,000 ft）
- 爬升率：180 m/s（35,000 ft/min）
- G力極限：+8G/-3G

### 武裝
- 武器酬載量：3,000 kg（6,613 lb）
- 機炮：
- 飛彈：AIM-9X響尾蛇空對空飛彈、游隼空對空飛彈
- 炸彈：HGK-82精確導引炸彈、KGK-83機翼輔助導引炸彈、LGK-82雷射導引炸彈、TEBER-82雷射導引炸彈
- 火箭彈：

## 世界各國與「噴射自由鳥」同屬第五代高級噴射教練機的機型
- 勇鷹── 中華民國
- L15獵鷹── 中华人民共和国
- T-50金鷹── 大韓民國
- Yak-130── 俄羅斯
- M 346大師── 義大利
- T-7A紅鷹── 美国／ 瑞典

## 參閲
- 第五代高級噴射教練